# Cucumaria vicaria
Cucumaria vicaria is een zeekomkommer uit de familie Cucumariidae.
De wetenschappelijke naam van de soort werd in 1910 gepubliceerd door Carel Philip Sluiter.